# Adrian Hasler
Adrian Hasler (ur. 11 lutego 1964 w St. Gallen) – liechtensteiński polityk i menedżer, deputowany do Landtagu, szef policji, minister, od 2013 do 2021 premier Liechtensteinu.

## Życiorys
Absolwent szkoły średniej w Vaduz. W 1991 ukończył studia z zakresu zarządzania przedsiębiorstwem na Uniwersytecie w St. Gallen w Szwajcarii. W latach 1992–1996 zajmował stanowisko dyrektora w koncernie Balzers AG. Od 1996 do 2004 kierował przedsiębiorstwem finansowym, a także był zastępcą dyrektora w VP Banku w Vaduz.
W latach 2001–2004 sprawował mandat deputowanego do Landtagu z ramienia Postępowej Partii Obywatelskiej (FBP). W tym czasie wchodził w skład komisji finansów. Od 2004 do 2013 stał na czele liechtensteińskiej policji (Landespolizei).
W sierpniu 2012 został kandydatem FBP na urząd premiera przed wyborami parlamentarnymi w 2013. W wyborach przeprowadzonych 3 lutego 2013 Postępowa Partia Obywatelska zajęła pierwsze miejsce, uzyskując 10 spośród 25 mandatów i pokonując Unię Patriotyczną, która zdobyła 8 miejsc. 27 marca 2013 objął urząd premiera i ministra finansów, zawiązując koalicję rządową z Unią Patriotyczną.
W kolejnych wyborach parlamentarnych z 5 lutego 2017 Postępowa Partia Obywatelska ponownie odniosła zwycięstwo, uzyskując 9 z 25 mandatów i ponownie zawiązała koalicję Unią Patriotyczną. 30 marca 2017 Adrian Hasler uzyskał ponownie wotum zaufania w parlamencie, a jego rząd został zaprzysiężony. Zachował jednocześnie stanowisko ministra finansów. Funkcje rządowe sprawował do 25 marca 2021.

## Życie prywatne
Adrian Hasler jest żonaty, ma dwoje dzieci.